# Гревізірський Микола Павлович
Микола Павлович Гревізірський (? — †?) — підполковник Армії УНР.
На військовій службі з 7 вересня 1904 р. Станом на 1 січня 1910 р. — підпоручик 9-го стрілецького полку (Жмеринка). Останнє звання у російській армії — капітан.
З 1 квітня 1918 р. — доброволець у складі Запорізької дивізії Дієвої армії УНР. З 26 травня 1918 р. — командир сотні 2-го Запорізького полку Армії Української Держави. З липня 1918 р. — старшина штабу 7-ї пішої дивізії Армії Української Держави.
З 22 січня 1919 р. — осавул оперативного відділу штабу 19-ї пішої дієвої дивізії Дієвої армії УНР. З 19 травня 1919 р. — старшина 1-го пішого збірного полку (згодом — 1-й Гайсинський ім. С. Петлюри) Дієвої армії УНР. З 6 грудня 1919 р. — старшина 4-го Сірого збірного полку Дієвої армії УНР. Учасник Першого Зимового походу.
З 26 лютого 1920 р. — старшина оперативного відділу штабу Дієвої армії УНР. 3 19 травня 1920 р. — булавний старшина організаційної управи Головного управління Генерального штабу УНР. З 1 листопада 1920 р. — начальник відділу укомплектування Головного управління Генерального штабу УНР.
Подальша доля невідома.